# 岡嶋研二
岡嶋 研二（おかじまけんじ）は日本の医師。医療法人社団名古屋Kクリニック院長。

## 経歴
- 1978年 熊本大学医学部卒業
- 1982年 熊本大学大学院医学研究科修了（医学博士）
- 1988年 熊本大学医学部助手（臨床検査医学講座）
- 1991年 日本学術振興会特定国派遣研究員としてウィーン大学医学部へ留学
- 1992年 熊本大学医学部講師
- 1996年 熊本大学医学部助教授
- 2005年 名古屋市立大学医学部医学研究科教授
- 2012年 研究不正により6ヶ月の停職処分を受けるも退職し、名古屋Kクリニックを開院[1][2]

## 所属学会
- 1992年 日本臨床病理学会（現日本臨床検査医学会）  血液専門部委員、九州支部評議員
- 1993年 日本血栓止血学会  評議員
- 2000年 日本検査血液学会  評議員
- 2000年 - 2003年 日本血液学会  評議員[2]

## 研究不正による懲戒処分
2012年、熊本大学、名古屋市立大学在籍時の全１９報の論文に、データの流用またはねつ造及び改ざんが認められ、停職6か月の懲戒処分を受けた。そのため、日本学術振興会からも「特定不正行為に関与したと認定された者」（規程第15条第1項第1号（イ））に該当すると認定されている。
また、研究室メンバーであった原田直明准教授は懲戒解雇相当となったが、処分される前に退職した。